# Toho Gakuen School of Music
Toho Gakuen School of Music (jap. 桐朋学園大学 Tōhō Gakuen Daigaku) – japońska prywatna uczelnia muzyczna w Chōfu, oferująca nauczanie na różnych poziomach.

## Rys historyczny
W 1948 roku w dzielnicy Kudan (Tokio) została założona szkoła muzyczna dla dzieci, którą przeniesiono w 1953 roku do Chōfu. W 1952 wprowadzono koedukacyjne nauczanie w formie kursu  w Toho High School of Music for Girls. W 1955 powstał Toho Gakuen Junior College of Music, z którego w 1961 został utworzony Toho Gakuen College Music Department, będący pionierem w kształceniu japońskich muzyków na poziomie uniwersyteckim. W 1999 została również założona Toho Gakuen Graduate School of Music w Toyama, która oferuje studia podyplomowe.

## Znani absolwenci
- Seiji Ozawa[1] - dyrygent
- Tada’aki Otaka - dyrygent
- Hiroko Nakamura[2] - pianistka
- Airi Suzuki - skrzypaczka
- Aimi Kobayashi[3] - pianistka